# Incarvillea arguta
Incarvillea arguta là một loài thực vật có hoa trong họ Chùm ớt. Loài này được Royle mô tả khoa học đầu tiên năm 1833.